# Festival Internacional de Cinema Documental d'Amsterdam
El Festival Internacional de Cinema Documental d'Amsterdam (en anglès: International Documentary Film Festival Amsterdam, IDFA) és el festival de cinema documental més gran del món, celebrat anualment des de 1988 a Amsterdam. Durant un període de dotze dies, s'hi projecten més de 300 pel·lícules, s'hi venen més de 250.000 tiquets i dona la benvinguda a 3.000 convidats.
El festival és una lloc de trobada internacional i independent per a audiències i professionals el sector amb ganes de veure un programa divers de documentals d'alta qualitat (amb un rerefons cultural i competitiu). L'IDFA selecciona els documentals més creatius i accessibles, els quals ofereixen noves idees a la societat. En la seva declaració de principis, té per missió «lluitar per a projectar pel·lícules sobre temes d'urgència social que reflecteixin els temps en els que han estat fets».
Inicialment, el festival se celebra a l'àrea de Leidseplein, al centre d'Amsterdam. Des d'aleshores s'estengué a d'altres ubicacions de la ciutat, incloent el Teatre Tuschinski i l'ULL Filmmuseum. A part del seu programa de pel·lícules internacionals, la varietat de gèneres i les moltes estrenes europees i mundials presentades cada any, el festival també acull debats, fòrums i tallers. Des de 2007, el programa de nous mitjans de comunicació IDFA DocLab mostra el millor guió interactiu de no-ficció i explora com la revolució digital està reformulant l'art documental.
A més del festival, l'IDFA ha desenvolupat diverses activitats professionals, contribuint al desenvolupament de directors i les seves pel·lícules, a tots els nivells. Al mercat de cofinançament i coproducció Forum IDFA, directors i productors de pel·lícules presenten els seus plans a possibles finançadors; a DOCS for Sale s'ofereixen nous documentals a programadors i distribuïdors; l'IDFA Bertha Fund recolza a directors i projectes documentals en països en via de desenvolupament; i l'IDFAcademy ofereix programes d'entrenament internacional per a talents emergents documentals.
El festival fou fundat per Ally Derks, qui romangué al capdavant entre 1988 i 2017, quan realitzà un pas enrere. Barbara Visser s'encarregà de l'edició de 2017 com a directora interina. El gener de 2018, el productor de pel·lícules sirià Orwa Nyrabia fou escollit com a nou director artístic d'IDFA.

## Historial

### Premi IDFA al Millor Documental de Llargmetratge
Aquest guardó anteriorment era conegut amb el nom de "Premi Joris Ivens".
| Any  | Pel·lícula                                | Direcció               | Nacionalitat de la Direcció (en el moment d'estrena de la pel·lícula) |
| ---- | ----------------------------------------- | ---------------------- | --------------------------------------------------------------------- |
| 1988 | Birthplace Unknown                        | Karin Junger           | Països Baixos                                                         |
| 1988 | Ksjsiner                                  | Ruben Gevorksjanz      | Unió Soviètica                                                        |
| 1989 | Šķērsiela                                 | Ivars Seleckis         | Unió Soviètica                                                        |
| 1990 | Christo in Paris                          | D. Maysles             | Estats Units                                                          |
| 1991 | Dreams and Silence                        | Omar Al-Quattan        | Bèlgica                                                               |
| 1992 | La Memoria del agua                       | Héctor Fáver           | Espanya                                                               |
| 1993 | Belovy                                    | Victor Kossakovsky     | Rússia                                                                |
| 1994 | Solo, de wet van de Favela                | Jos de Putter          | Països Baixos                                                         |
| 1995 | Délits Flagrants                          | Raymond Depardon       | França                                                                |
| 1996 | Atman                                     | Pirjo Honkasalo        | Alemanya / Finlàndia                                                  |
| 1997 | Auf der Kippe                             | Andrei Schwartz        | Alemanya                                                              |
| 1998 | Fotoamator / Photographer                 | Dariusz Jablonski      | Polònia                                                               |
| 1999 | André Hazes - Zij gelooft en mij          | John Appel             | Països Baixos                                                         |
| 2000 | The Sea That Thinks                       | Gert de Graaff         | Països Baixos                                                         |
| 2001 | Family                                    | Phie Ambo i Sami Saif  | Dinamarca                                                             |
| 2002 | Stevie                                    | Steve James            | Estats Units                                                          |
| 2003 | Checkpoint                                | Yoav Shamir            | Israel                                                                |
| 2004 | Stand van de maan                         | Leonard Retel Helmrich | Països Baixos                                                         |
| 2005 | La casa de mi abuela                      | Adán Aliaga            | País Valencià                                                         |
| 2006 | The Monastery: Mr. Vig and the Nun        | Pernille Rose Grønkjær | Dinamarca                                                             |
| 2007 | Stranded                                  | Gonzalo Arijon         | França                                                                |
| 2008 | Burma VJ: Reporting from a Closed Country | Anders Østergaard      | Dinamarca                                                             |
| 2009 | Last Train Home                           | Lixin Fan              | Canadà                                                                |
| 2010 | Position Among the Stars                  | Leonard Retel Helmrich | Països Baixos                                                         |
| 2011 | Planet of Snail                           | Seung-jun Yi           | Corea del Sud                                                         |
| 2012 | First Cousin Once Removed                 | Alan Berliner          | Estats Units                                                          |
| 2013 | Song from the Forest                      | Michael Obert          | Alemanya                                                              |
| 2014 | Of Men and War                            | Laurent Bécue-Renard   | Suïssa / França                                                       |
| 2015 | Don Juan                                  | Jerzy Sladkowski       | Finlàndia / Suècia                                                    |
| 2016 | Nowhere to Hide                           | Zaradasht Ahmed        | Suècia / Noruega                                                      |
| 2017 | The Other Side of Everything              | Mila Turajlić          | Sèrbia                                                                |
| 2018 | Reason                                    | Anand Patwardhan       | Índia                                                                 |

### Premi VPRO IDFA a l'Audiència
| Any  | Pel·lícula                      | Direcció                              | Nacionalitat de la Direcció (en el moment d'estrena de la pel·lícula) |
| ---- | ------------------------------- | ------------------------------------- | --------------------------------------------------------------------- |
| 1988 | The Last Judgement              | Herz Frank                            | Unió Soviètica                                                        |
| 1989 | Skierskala                      | Ivars Seleckis                        | Unió Soviètica                                                        |
| 1990 | In Memory of the Day Passed By  | Šarūnas Bartas                        | Lituània                                                              |
| 1991 | Djembéfola                      | Laurent Chevallier                    | França                                                                |
| 1992 | Black Harvest                   | Robin Anderson i Bob Connolly         | Austràlia                                                             |
| 1993 | Belovy                          | V. Kossakovsky                        | Rússia                                                                |
| 1994 | Choice and Destiny              | Tsipi Reibenbach                      | Israel                                                                |
| 1995 | Anne Frank Remembered           | Jon Blair                             | Regne Unit                                                            |
| 1996 | Blue Eyed                       | B. Verhaag                            | Alemanya                                                              |
| 1997 | Vision Man                      | W. Long                               | Suècia                                                                |
| 1998 | Twee Vaders                     | Ko van Reenen                         | Països Baixos                                                         |
| 1999 | Crazy                           | Heddy Honigmann                       | Països Baixos                                                         |
| 2000 | Desi                            | Maria Ramos                           | Països Baixos                                                         |
| 2001 | Offspring, B                    | B. Stevens                            | Canadà                                                                |
| 2002 | Bowling for Columbine           | Michael Moore                         | Estats Units                                                          |
| 2003 | LMy Flesh and Blood             | Jonathan Karsh                        | Estats Units                                                          |
| 2004 | The Yes Men                     | Dan Ollman, Sarah Price i Chris Smith | Estats Units                                                          |
| 2005 | Sisters in Law                  | Kim Longinotto i Florence Ayisi       | Regne Unit                                                            |
| 2006 | We Are Together / Thina simunye | Paul Taylor                           | Regne Unit                                                            |
| 2007 | To See If I'm Smiling           | Tamar Yarom                           | Israel                                                                |
| 2008 | RIP: A Remix Manifesto          | Brett Gaylor                          | Canadà                                                                |
| 2009 | The Cove                        | Louie Psihoyos                        | Estats Units                                                          |

### Premi del Jurat Especial
| Any  | Pel·lícula                                                                 | Direcció                         | Nacionalitat de la Direcció (en el moment d'estrena de la pel·lícula) |
| ---- | -------------------------------------------------------------------------- | -------------------------------- | --------------------------------------------------------------------- |
| 1988 | Hôtel Terminus: The Life and Times of Klaus Barbie                         | Marcel Ophüls                    | Estats Units / França                                                 |
| 1988 | The Power of Solovki                                                       | Marina Goldovskaya               | Unió Soviètica                                                        |
| 1989 | Skierskala                                                                 | Ivars Seleckis                   | Unió Soviètica                                                        |
| 1990 | The Collector                                                              | E. Strömdahl                     | Suècia                                                                |
| 1991 | Djembéfola                                                                 | Laurent Chevallier               | França                                                                |
| 1992 | Black Harvest                                                              | Robin Anderson i Bob Connolly    | Austràlia                                                             |
| 1993 | Mit Verlust ist zu Rechnen                                                 | Ulrich Seidl                     | Àustria                                                               |
| 1994 | Choice and Destiny                                                         | Tsipi Reibenbach                 | Israel                                                                |
| 1995 | Picasso Would Have Made a Glorious Waiter                                  | Jonathan Schell                  | Estats Units                                                          |
| 1996 | The Typewriter, the Rifle and the Movie Camera                             | Adam Simon                       | Anglaterra                                                            |
| 1997 | Little Dieter Needs to Fly                                                 | Werner Herzog                    | Alemanya                                                              |
| 1998 | Pavel and Lyalya / a Jerusalem Romance                                     | Victor Kossakovsky               | Rússia                                                                |
| 1999 | A Cry from the Grave                                                       | Leslie Woodhead                  | Anglaterra                                                            |
| 2000 | Keep the River on Your Right: A Modern Cannibal Tale                       | Laurie Gwen i David Shapiro      | Estats Units                                                          |
| 2001 | Elsewhere                                                                  | Nikolaus Geyrhalter              | Àustria                                                               |
| 2002 | On Hitler's Highway                                                        | Lech Kowalski                    | França                                                                |
| 2003 | The Corporation                                                            | Mark Achbar                      | Canadà                                                                |
| 2004 | Liberia: an Uncivil War                                                    | Jonathan Stack i James Brabazon  | Estats Units                                                          |
| 2005 | Our Daily Bread                                                            | Nikolaus Geyrhalter              | Àustria                                                               |
| 2006 | Tender’s Heat. Wild Wild beach                                             | Alexander Rastorguev             | Rússia                                                                |
| 2007 | Hold Me Tight, Let Me Go                                                   | Kim Longinotto                   | Regne Unit                                                            |
| 2008 | Forgetting Dad                                                             | Rick Minnich i Matthew Sweetwood | Estats Units / Alemanya                                               |
| 2009 | The Most Dangerous Man in America: Daniel Ellsberg and the Pentagon Papers | Judith Ehrlich i Rick Goldsmith  | Estats Units                                                          |
| 2012 | Teached                                                                    | Kelly Amis                       | Estats Units                                                          |
| 2013 | A Letter to Nelson Mandela                                                 | Khalo Matabane                   | Alemanya / Sud-àfrica                                                 |
| 2014 | Something Better to Come                                                   | Hanna Polak                      | Polònia / Dinamarca                                                   |
| 2015 | Ukrainian Sheriffs                                                         | Roman Bondarchuk                 | Ucraïna / Letònia / Alemanya                                          |
| 2016 | Still Tomorrow                                                             | Jian Fan                         | R.P. de la Xina                                                       |

### Premi IDFA al Millor Documental de Migmetratge
Aquest guardó anteriorment era conegut amb el nom de "Premi Llop de la Plata".
| Any  | Pel·lícula                                      | Direcció                                                    | Nacionalitat de la Direcció (en el moment d'estrena de la pel·lícula) |
| ---- | ----------------------------------------------- | ----------------------------------------------------------- | --------------------------------------------------------------------- |
| 1995 | 6 Open, 21 Closed                               | Amit Goren                                                  | Israel                                                                |
| 1996 | Mr. Behrmann - Leben Traum Tod                  | Andreas Voigt                                               | Alemanya                                                              |
| 1997 | Gigi, Monica...& Bianca                         | Yasmina Abdellaoui i Benoït Dervaux                         | Bèlgica                                                               |
| 1998 | Hephzibah                                       | Curtis Levy                                                 | Austràlia                                                             |
| 1999 | Les Enfants du Borinage - Lettre à Henri Storck | Patric Jean                                                 | Bèlgica                                                               |
| 2000 | Jung (War) in the Land of the Mujaheddin        | Fabrizio Lazzaretti, Alberto Vendemmiati i Giuseppe Petitto | Itàlia                                                                |
| 2001 | Haj-Abba's Wives                                | Mohsen Abdolvahab                                           | Iran                                                                  |
| 2002 | Interesting Times - the Secret of my Success    | Jinchuan Duan                                               | Xile                                                                  |
| 2003 | Surplus: Terrorized into Being Consumers        | Erik Gandini                                                | Suècia                                                                |
| 2004 | Georgi and the butterflies                      | Andrey Paounov                                              | Bulgària                                                              |
| 2005 | Before Flying Back to the Earth                 | Arūnas Matelis                                              | Lituània                                                              |
| 2006 | Enemies of Happiness                            | Eva Mulvad                                                  | Dinamarca                                                             |
| 2007 | To See If I'm Smiling                           | Tamar Yarom                                                 | Israel                                                                |
| 2008 | Boris Ryzhy                                     | Aliona van der Horst                                        | Països Baixos                                                         |
| 2009 | Iron Crows                                      | Bong-Nam Park                                               | Corea del Sud                                                         |
| 2010 | People I Could Have Been And Maybe Am           | Boris Gerrets                                               | Països Baixos                                                         |

### Premi IDFA al Millor Documental de Curtmetratge
Aquest guardó anteriorment era conegut amb el nom de "Premi Cub de Plata".
| Any  | Pel·lícula                       | Direcció                           | Nacionalitat de la Direcció (en el moment d'estrena de la pel·lícula) |
| ---- | -------------------------------- | ---------------------------------- | --------------------------------------------------------------------- |
| 2005 | Butterfly Man                    | Samantha Rebillet                  | Austràlia                                                             |
| 2006 | My Eyes                          | Erlend E. Mo                       | Dinamarca                                                             |
| 2007 | El sastre                        | Óscar Pérez                        | Catalunya                                                             |
| 2008 | Slaves - An animated documentary | Hanna Heilborn i David Aronowitsch | Dinamarca / Suècia                                                    |
| 2009 | Six Weeks                        | Marcin Janos Krawczyk              | Polònia                                                               |

### Premi d'IDFA per Primer Aspecte Millor
| Any  | Pel·lícula                             | Direcció                                          | Nacionalitat de la Direcció (en el moment d'estrena de la pel·lícula) |
| ---- | -------------------------------------- | ------------------------------------------------- | --------------------------------------------------------------------- |
| 1997 | Anthem, an American Road Story         | Shainee Gabel i Kristin Hahn                      | Estats Units                                                          |
| 1998 | Les Amoureux de Dieu / Howling for God | Dan Alexe                                         | Bèlgica                                                               |
| 1999 | Zwischen 2 Welten                      | Bettina Haasen                                    | Alemanya                                                              |
| 2000 | Hybrid                                 | Monteith McCollum                                 | Estats Units                                                          |
| 2001 | Suka                                   | Igor Voloshin                                     | Rússia                                                                |
| 2002 | Barbeiros                              | M. Junkkonen                                      | Finlàndia                                                             |
| 2003 | My Flesh and Blood                     | Jonathan Karsh                                    | Estats Units                                                          |
| 2003 | The Very Best Day                      | Pavel Medvedev                                    | Rússia                                                                |
| 2004 | Podul Peste Tisa                       | Ileana Stanculescu                                | Romania                                                               |
| 2005 | The Angelmakers                        | Astrid Bussink                                    | Països Baixos / Escòcia                                               |
| 2006 | We Are Together / Thina simunye        | Paul Taylor                                       | Regne Unit                                                            |
| 2007 | End of the Rainbow                     | Robert Nugent                                     | Austràlia / França                                                    |
| 2008 | Constantin and Elena                   | Andrei Dascalescu                                 | Romania                                                               |
| 2009 | Colony                                 | Ross McDonnell i Carter Gunn                      | Estats Units / Irlanda                                                |
| 2010 | Kano: An American and His Harem        | Monster Jimenez                                   | Filipines                                                             |
| 2011 | The Vanishing Spring Light             | Xun Yu                                            | Canadà / R.P. de la Xina                                              |
| 2012 | Soldier on the Roof                    | Esther Hertog                                     | Països Baixos                                                         |
| 2013 | My Name Is Salt                        | Farida Pacha                                      | Suïssa / Índia                                                        |
| 2014 | Drifter                                | Gábor Hörcher                                     | Alemanya / Hongria                                                    |
| 2015 | When the Earth Seems to Be Light       | Salome Machaidze, Tamuna Karumidze i David Meskhi | Geòrgia                                                               |

### Premi a Pel·lícules preocupades amb els Drets Humans
| Any  | Pel·lícula                                | Direcció                          | Nacionalitat de la Direcció (en el moment d'estrena de la pel·lícula) |
| ---- | ----------------------------------------- | --------------------------------- | --------------------------------------------------------------------- |
| 2002 | The Day I Will Never Forget               | Kim Longinotto                    | Regne Unit                                                            |
| 2002 | The Trials of Henry Kissinger             | Eugene Jarecki                    | Estats Units / Regne Unit / Xile                                      |
| 2003 | Aileen: Life and Death of a Serial Killer | Nick Broomsfield i Joan Churchill | Regne Unit                                                            |
| 2004 | The 3 Rooms of Melancholia                | Pirjo Honkasalo                   | Finlàndia                                                             |
| 2005 | China Blue                                | Micha X Peled                     | Estats Units                                                          |
| 2006 | New Year Baby                             | Socheata Poeuv                    | Estats Units                                                          |
| 2007 | Jerusalem Is Proud to Present             | Nitzan Gilady                     | Israel                                                                |
| 2008 | Burma VJ: Reporting from a Closed Country | Anders Østergaard                 | Dinamarca                                                             |

### Premi IDFA DOC U! a la Pel·lícula preferida del jurat juvenil
Aquest guardó anteriorment era conegut amb el nom de "Premi Moviesquad DOC U!".
| Any  | Pel·lícula                                           | Direcció                      | Nacionalitat de la Direcció (en el moment de l'alliberament de la pel·lícula) |
| ---- | ---------------------------------------------------- | ----------------------------- | ----------------------------------------------------------------------------- |
| 2005 | Shadya, Roy                                          | Roy Westler                   | Israel                                                                        |
| 2006 | A Lesson of Belorussian                              | Miroslaw Dembinski            | Polònia                                                                       |
| 2007 | Planet B-Boy                                         | Benson Lee                    | Estats Units                                                                  |
| 2008 | Kassim the Dream                                     | Kief Davidson                 | Estats Units                                                                  |
| 2009 | The Yes Men Fix the World                            | Andy Bichlbaum i Mike Bonanno | Estats Units / França                                                         |
| 2010 | Autumn Gold                                          | Jan Tenhaven                  | Alemanya                                                                      |
| 2011 | The Last Days of Winter                              | Mehrdad Oskouei               | Alemanya                                                                      |
| 2012 | Món petit                                            | Marcel Barrena                | Catalunya                                                                     |
| 2013 | #chicagoGirl: The Social Network Takes on a Dictator | Joe Piscatella                | Síria / Estats Units                                                          |

### Premi IDFA al Millor Documental Estudiantil
| Any  | Pel·lícula                               | Direcció        | Nacionalitat de la Direcció (en el moment de l'alliberament de la pel·lícula) |
| ---- | ---------------------------------------- | --------------- | ----------------------------------------------------------------------------- |
| 2007 | Paradise – Three Journeys in This World  | Elina Hirvonen  | Finlàndia                                                                     |
| 2008 | Shakespeare and Victor Hugo´s Intimacies | Yulene Olaizola | Mèxic                                                                         |
| 2009 | Redemption                               | Sabrina Wulff   | Alemanya                                                                      |
| 2015 | My Aleppo                                | Melissa Langer  | Estats Units                                                                  |

### Premi IDFA DocLab a la Narració Digital
| Any  | Pel·lícula    | Direcció        | Nacionalitat de la Direcció (en el moment d'estrena de la pel·lícula) |
| ---- | ------------- | --------------- | --------------------------------------------------------------------- |
| 2010 | Out My Window | Katerina Cizek  | Canadà                                                                |
| 2011 | In situ       | Antoine Viviani | França                                                                |

### Premi Zapper (1994 -1996)
| Any  | Pel·lícula                                          | Direcció                                        | Nacionalitat de la Direcció (en el moment d'estrena de la pel·lícula) |
| ---- | --------------------------------------------------- | ----------------------------------------------- | --------------------------------------------------------------------- |
| 1994 | Death of a Nation: The Timor Conspiracy             | David Munro                                     | Anglaterra                                                            |
| 1995 | My Vote is My Secret Chroniques Sud Africaines 1994 | Julie Henderson, Thulani Mokoena i Donne Rundle | França                                                                |
| 1996 | Grenzeloze Liefde - Made in Japan                   | Puck de Leeuw                                   | Països Baixos                                                         |